# 胡盛 (1978年)
胡盛（1978年1月—），男，汉族，福建厦门人，1997年12月加入中国共产党，2003年8月参加工作。中华人民共和国政治人物。现任中共龙岩市委副书记、市人民政府市长，共青团中央书记处书记（挂职）。

## 简历
胡盛长期在家乡福建厦门工作。2007年11月，任共青团厦门市委副书记。2011年7月，中共厦门市思明区委常委、区委办主任，同年8月兼任区直机关党工委书记。2012年10月，任共青团厦门市委书记。2015年7月，任中共厦门市思明区委副书记（副厅长级）。2016年6月，任中共厦门市翔安区委副书记、副区长、代区长，同年12月当选为区长。2020年3月，任中共厦门市翔安区委书记。
2021年6月，升任中共龙岩市委副书记，副市长、代理市长，隔年1月当选为市长。2023年，他当选为全国人大代表。同年6月，挂职共青团中央书记处书记。